# Ceraceomyces crispatus
Ceraceomyces crispatus är en svampart som först beskrevs av Otto Friedrich Müller, och fick sitt nu gällande namn av Rauschert 1987. Ceraceomyces crispatus ingår i släktet Ceraceomyces och familjen Amylocorticiaceae.   Inga underarter finns listade i Catalogue of Life.